# Cimetière d'Alicante
Le cimetière d'Alicante, également appelé Nuestra Señora del Remedio, est le cimetière municipal de la ville d'Alicante.
Il est un haut lieu de mémoire de la guerre d'Espagne.
Sa surface totale est de 223 674 m2.

## Personnalités inhumées

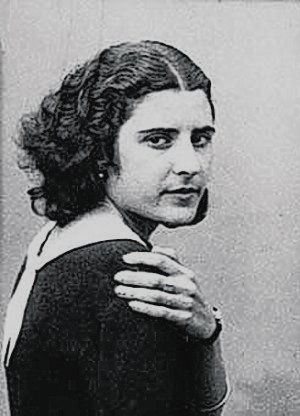
Josefina Manresa,inhumée dans le cimetière.

- Pedro Herrero Rubio (1904-1978), médecin[2];
- Miguel Hernández (1910-1942), poète;
- Josefina Manresa (1916-1987), femme de lettres[3];
- Manzanares (1953-2014), torero[4].

## Article connexe

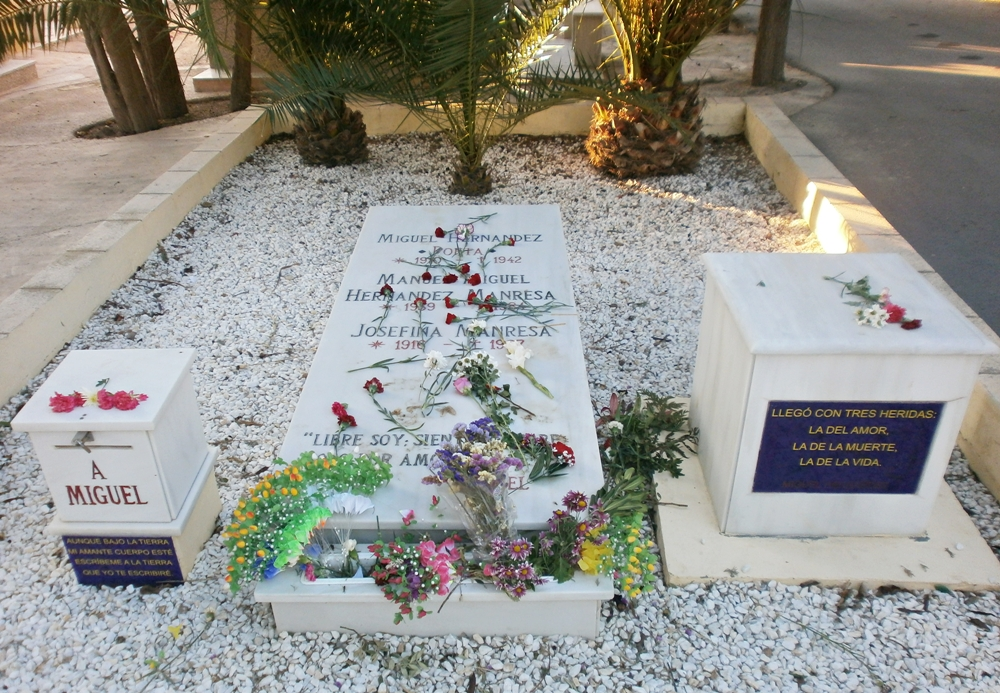
Tombe du poète Miguel Hernández et de l'écrivaine Josefina Manresa.